# Věznice Drahonice
Věznice Drahonice se nachází ve vesnici Drahonice přibližně tři kilometry od hlavní silniční tepny Praha – Karlovy Vary. Její historie sahá až do roku 1958, kdy se využívala jako pobočka nápravně-výchovného tábora Syrovice. Od května 1972 spadal objekt Drahonice pod Věznici Nové Sedlo a od ledna 1992 pod Věznici Oráčov. Od roku 2002 byla Věznice Drahonice samostatnou organizační jednotkou a sloužila k výkonu trestu odnětí svobody pro muže zařazené do kategorie dozor. V květnu 2006 bylo ve věznici zřízeno oddělení s dohledem.
Ubytovací kapacita byla 210 odsouzených mužů, kteří byli ubytováni v pokojích s průměrnou kapacitou 8 až 10 lůžek. Chod a činnost věznice zajišťovalo 109 zaměstnanců, z nichž zhruba polovina byli příslušníci vězeňské služby. K základnímu vybavení věznice patřila bezdrogová zóna, terapeutická místnost, krizové oddělení pro případ nutnosti řešení těžkých psychických stavů a výstupní oddělení, které usnadňovalo přechod z věznice do běžného občanského života.
Odsouzení byli zaměstnáváni ve stavebnictví, zemědělství, lesnických a dřevařských firmách, ve firmě zabývající se likvidací odpadu, při výrobě plastových oken, v kovovýrobě, při úpravě sportovních ploch, jako pomocné síly v autoopravně a v neposlední řadě také ve službách pro obce regionu – šlo zejména o údržbu a úpravu veřejných prostranství a svoz komunálního odpadu. Ve věznici bylo v srpnu 2007 zřízeno vnitřní pracoviště, vězni ve středisku hospodářské činnosti opravovali ovládací prvky tkacích strojů. Věznice zajišťovala pro odsouzené terapeuticko-vzdělávací programy a ve spolupráci se školským zařízením v regionu i rekvalifikační kurzy v několika učebních oborech. Programy zacházení byly ve věznici velmi pestré. K obvyklým aktivitám ve volném čase patřil sport a turistický kroužek, díky kterému odsouzení poznávali region s jeho historickými i přírodními zajímavostmi.
Dne 1. května 2013 byla nařízením ministra spravedlnosti č. 1/2013 ze dne 26. března 2013, kterým se mění nařízení ministryně spravedlnosti č. 4/1997 o zřízení vazebních věznic a věznic, Generálního ředitelství Vězeňské služby České republiky, Institutu vzdělávání Vězeňské služby České republiky a zotavoven Vězeňské služby České republiky, Věznice Drahonice zrušena. Generální ředitelství Vězeňské služby ČR navrhlo ministru spravedlnosti zrušení Věznice Drahonice a Ministerstvo spravedlnosti s návrhem souhlasilo. Vedení VS ČR k tomuto kroku přistoupilo na základě analýzy dopadu amnestie prezidenta republiky. V Drahonicích klesl po amnestii počet vězněných osob z 296 na 170. Další provoz věznice tak nebyl hospodárný.
Od října 2015 do konce roku 2016 využívalo objekt v Drahonicích ministerstvo vnitra k umístění cizinců zadržených při nelegálním pobytu na území České republiky. Narůstající počet odsouzených si vynutil hledání nových objektů, které by byly připraveny pojmout další odsouzené. Jedním z objektů byly i Drahonice. Proto na základě nařízení ministerstva spravedlnosti přistoupila vězeňská služba k rekonstrukci objektu s přihlédnutím, že objekt již nebude sloužit odsouzeným mužům, ale ženám. Rekonstrukce byla zahájena v měsíci březnu a na samotné rekonstrukci vedle firem se podílelo cca 200 odsouzených z dalších sedmi věznic včetně Nového Sedla. Odsouzení z věznice Bělušice, Liberec, Litoměřice, Nové Sedlo, Stráž pod Ralskem, Teplice a Všehrdy odpracovali cca 20 tisíc hodin a díky zaměstnávání odsouzených vězeňská služba ušetřila na nákladech více než milion korun. Vedle oprav, které byly zvládnuty svépomocí realizují se i investiční akce např. nové operační středisko, telefonní ústředna v objemu necelých čtyř miliónů, zpracována je projektová dokumentace kondenzační plynové kotelny v objemů více než sedmi miliónů. Připravuje se investiční záměr na rekonstrukci objektu ústavní kuchyně v hrubém odhadu za více než deset miliónu. Věznice Nové Sedlo, pobočka Drahonice přijme první eskortu odsouzených žen bezprostředně po oficiálním otevření .Pro odsouzené ženy je připraveno 24 ložnic v šesti oddílech. Ložnice jsou vybaveny standardním vybavením, zásadní změny lze zaznamenat v rekonstrukci hygienického zázemí, které s ohledem na ženy prošlo kardinální úpravou. Otevřením nového zařízení vězeňská služba se nejen snaží odlehčit přeplněnosti stávajících věznic, ale vytvoří více než sto nových pracovních míst. V pobočce Drahonice našli uplatnění jak občanští zaměstnanci, tak příslušníci. Zařízení vězeňské služby Drahonice má svou historii a znovu otevřením začala psát novodobou historii, kterou poznamená i novela trestního zákoníku a zákona o výkonu trestu odnětí svobody, která se dotkne procesu zařazování odsouzených do věznic